# Szabadságház
A Szabadságház (hangul: 자유의 집, Csajui csip, handzsa: 自由의 집, RR: Jayu-ui jib) egy 1998. július 9-én megnyitott négyszintes épület a Koreai demilitarizált övezetben, Panmindzson (Panmunjeom) település déli részén. Jogilag a dél-koreai Kjonggi (Gyeonggi) tartomány Phadzsu (Paju) város Kunne-mjon (Gunnae-myeon) Csoszan-ri (Josan-ri) része. 2018. április 27-én itt fogadták először a vezetőket a 2018. áprilisi Korea-közi találkozó során. Az észak-koreai sajtóban az épület nevét gúnyosan macskakörmök közé szorítva emlegetik.